# Sloanea sipapoana
Sloanea sipapoana är en tvåhjärtbladig växtart som beskrevs av J.A. Steyermark. Sloanea sipapoana ingår i släktet Sloanea och familjen Elaeocarpaceae. Inga underarter finns listade i Catalogue of Life.